# Ferula ugamica
Ferula ugamica är en flockblommig växtart som beskrevs av Jevgenij Korovin och V.I.Baranov. Ferula ugamica ingår i släktet stinkflokesläktet, och familjen flockblommiga växter. Inga underarter finns listade i Catalogue of Life.